# Acalypha laxiflora
Acalypha laxiflora är en törelväxtart som beskrevs av Johannes Müller Argoviensis. Acalypha laxiflora ingår i släktet akalyfor, och familjen törelväxter. Inga underarter finns listade i Catalogue of Life.